# رونان لکروم
رونان لکروم (انگلیسی: Ronan Le Crom؛ زادهٔ ۱۳ ژوئیهٔ ۱۹۷۴) بازیکن فوتبال اهل فرانسه است که به عنوان دروازه‌بان بازی می‌کرد.
از باشگاه‌هایی که در آن‌ها بازی کرده‌است می‌توان به باشگاه‌های نانسی، لانس، سن-اتین، گنگام، اوسر، تروا، و پاری سن ژرمن اشاره کرد.